# Breitefenn
Breitefenn este o arie protejată (arie specială de conservare — SAC, sit de importanță comunitară — SCI) din Germania întinsă pe o suprafață de 28,99 ha, integral pe uscat.

## Localizare
Centrul sitului Breitefenn este situat la coordonatele 52°53′58″N 14°02′51″E / 52.8994°N 14.0475°E.

## Înființare
Situl Breitefenn a fost declarat sit de importanță comunitară în august 2004 pentru a proteja 1 specie de animale. Situl a fost protejat și ca arie specială de conservare în octombrie 1990.

## Biodiversitate
Situată în ecoregiunea continentală, aria protejată conține 1 habitat natural: Păduri acidofile de stejar bătrân cu Quercus robur pe câmpii nisipoase.
La baza desemnării sitului se află o specie protejată de  nevertebrate: Osmoderma eremita.